# Marcelo Meli
César Marcelo Meli, argentinski nogometaš, * 20. junij 1992, Salto, Buenos Aires, Argentina.
Trenutno je član argentinskega kluba Aldosivi, pred tem je igral tudi za Colón, Boca Juniors in  Racing.